# Педро Пінеда
Педро Пінеда (ісп. Pedro Pineda, нар. 30 листопада 1971, Несауалькойотль) — мексиканський футболіст, що грав на позиції нападника.

## Клубна кар'єра
Пінеда родом з Несауалькойотля, передмістя Мехіко, і почав грати у футбол у місцевих аматорських командах. У дев'ятнадцятирічному віці він почав тренуватися у команді третього дивізіону третій лізі «Хальконес де Неса», де завдяки успішним виступам його почали залучати до складу юнацької національної збірної, а через кілька місяців перейшов до одного з найбільш титулованих клубів країни — «Гвадалахара». Ще до дебюту у вищій лізі він підтвердив свій талант на молодіжному чемпіонаті світу в Португалії, завдяки якому після нього у 1991 році поїхав до Італії, підписавши п'ятирічний контракт з «Міланом». Там він протягом декількох тижнів тренував з першою командою, в якій виступали такі гравці, як Франк Райкард, Роберто Донадоні та Марко ван Бастен, але через величезну конкуренцію в лінії нападу швидко повернувся на батьківщину, і знову став гравцем «Гвадалахари», на цей раз на правах оренди. У мексиканській Прімері дебютував під керівництвом тренера Хесуса Бракамонтеса, 18 грудня 1991 року у грі з «Леонес Негрос» (1:1) і в тому ж матчі він забив перший гол, забивши пенальті.
Влітку 1992 року Пінеду викупила з «Мілану» команда, яку він підтримував у дитинстві — «Америка». У 1992 році він тріумфував з нею на найпрестижніших змаганнях континенту, Кубку чемпіонів КОНКАКАФ, але протягом наступних трьох років він залишався лише резервним гравцем і нечасто виходив на поле. В результаті у липні 1995 року він поїхав в оренду до рідного міста, ставши гравцем клубу «Торос Неса», де він одразу став ключовим гравцем і в сезоні 1995/96 забив чотирнадцять голів, будучи найефективнішим гравцем клубу та очоливши рейтинг найкращих бомбардирів ліги. Після закінчення оренди повернувся в «Америку», де провів ще один сезон.
У середині 1997 року Пінеда став гравцем іншої столичної команди, клубу «Некакса», в якій він спочатку був запасним гравцем, але через півроку став найкращим бомбардиром та ключовим гравцем команди. Під час весняного сезону «Верано 1998» він зробив величезний внесок у здобуття віце-чемпіонства, а через півроку в осінніх змаганнях «Інв'єрно 1998» він досяг єдиного мексиканського титулу в кар'єрі. Відразу після цього успіху він підписав контракт з суперником «Некакси», клубом «Атланте», де теж був основним гравцем, як у своєму наступному клубі, кольори якого він представляв — «Монтеррей». У січні 2000 року повернувся до Мехіко, підписавши контракт з клубом «Крус Асуль», але там він рідко з'являвся у стартовій одинадцятці і забив лише один гол.
Влітку 2000 року Пінеда приєднався до команди «Пачука» на чолі з тренером Хав'єром Агірре, з яким у весняному сезоні Верано 2001 року зайняв ддруге місце, будучи найкращим бомбардиром команди з вісьмома голами на своєму рахунку. Через рік у «Пачуці» він підписав контракт з «Ла-П'єдадом», кольори якого він представляв протягом півроку, після чого повернувся до столичного «Атланте» через незгоду з керівництвом клубу.
У липні 2003 року, після року без клубу, як вільний агент перейшов до «Пуебли», щоб забити свій сотий гол у мексиканській лізі, але врешті через конфлікт із тренером Маріо Каррільйо не зіграв у жодному матчі і закінчив свою професійну футбольну кар'єру з 99 голами у мексиканській Прімері у віці 33 років, погравши у клубі другого дивізіону «Атланте Неса». Після завершення кар'єри він пройшов тренерський курс і протягом трьох років керував клубом четвертої ліги «Депортіво Лерма», а згодом працював директором Національного інституту спорту в місті Тескоко-де-Мора.

## Виступи за збірні
1991 року залучався до складу молодіжної збірної Мексики, з якою був учасником молодіжного чемпіонату світу в Португалії. Там він був основним гравцем своєї команди, виступав у всіх іграх з першої до останньої хвилини і забив чотири м'ячі у груповому етапі: зі Швецією (3:0), два — з Бразилією (2:2) та один Кот-д'Івуару (1:1), ставши другим найкращим бомбардиром турніру, а його національна команда вилетіла у чвертьфіналі.
1992 року захищав кольори олімпійської збірної Мексики на Олімпійських іграх в Барселоні, де він зіграв усі три матчі, виходячи на заміни, а його команда не вийшла з групи.

## Титули та досягнення
- Чемпіон Мексики (1): 1998 (З)
- Володар Кубка чемпіонів КОНКАКАФ (1): 1992